# Список железнодорожных станций и платформ Ленинградской области
Это список всех железнодорожных станций и железнодорожных платформ (остановочных пунктов) следующих регионов Октябрьской железной дороги: Санкт-Петербургского; Санкт-Петербург-Витебского .

## Санкт-Петербург-Витебский регион

### Санкт-Петербург-Балтийский — Котлы
| Наименование                      | Иллюстрация | Год постройки | Координаты | Примечания |                         |
| --------------------------------- | ----------- | ------------- | ---------- | ---------- | ----------------------- |
| Наименование                      | Иллюстрация | Год постройки | Координаты | Примечания | Электродепо (платформа) |
| Броневая (станция)                |             |               |            |            |                         |
| Ленинский проспект (платформа)    |             |               |            |            |                         |
| Дачное (платформа)                |             |               |            |            |                         |
| Ульянка (платформа)               |             |               |            |            |                         |
| Лигово (станция)                  |             |               |            |            |                         |
| Сосновая Поляна (платформа)       |             |               |            |            |                         |
| Сергиево (платформа)              |             |               |            |            |                         |
| Михайловская Дача (платформа)     |             |               |            |            |                         |
| Новый Петергоф (станция)          |             |               |            |            |                         |
| Старый Петергоф (станция)         |             |               |            |            |                         |
| Университетская (платформа)       |             |               |            |            |                         |
| Мартышкино (платформа)            |             |               |            |            |                         |
| Ораниенбаум I                     |             |               |            |            |                         |
| Ораниенбаум II                    |             |               |            |            |                         |
| Кронштадтская колония (платформа) |             |               |            |            |                         |
| Бронка (станция)                  |             |               |            |            |                         |
| Дубочки (платформа)               |             |               |            |            |                         |
| Большая Ижора (станция)           |             |               |            |            |                         |
| Чайка (платформа)                 |             |               |            |            |                         |
| Лебяжье (станция)                 |             |               |            |            |                         |
| 68 км                             |             |               |            |            |                         |
| Карьер 75 км (платформа)          |             |               |            |            |                         |
| Новое (остановочный пункт)        |             |               |            |            |                         |
| Калище (станция)                  |             |               |            |            |                         |
| Воронка (платформа)               |             |               |            |            |                         |
| Копорье (станция)                 |             |               |            |            |                         |
| Куммолово (платформа)             |             |               |            |            |                         |
| Неппово (платформа)               |             |               |            |            |                         |
| Котлы (станция)                   |             |               |            |            |                         |

### Лебяжье — Краснофлотск
- Красная Горка (платформа) — ликвидирована
- Краснофлотск —  ликвидирована

### Котлы — Усть-Луга
- Котлы
- Кямиши (платформа)
- Валговицы (платформа)
- Косколово (платформа)
- Усть-Луга
- Лужская-Южная
- Лужская-Северная
- Лужская-Нефтяная
- Лужская-Генеральная  — строится
- Лужская-Восточная  — проектируется
- Лужская-Газовая
- Застава (платформа) — ликвидирована
- Преображенка (станция) — ликвидирована
- 44 км (путевой пост) — ликвидирована
- Хамолово (станция) — ликвидирована
- 48 км (путевой пост) — ликвидирована
- Пятилетка (станция) — ликвидирована
- Курголово (станция) — ликвидирована

## Лигово — Гатчина-Товарная
- Горелово (станция)
- Скачки (платформа)
- Красное Село (станция)
- Дудергоф (платформа)
- Тайцы (станция)
- Пудость (станция)
- Мариенбург (платформа)
- Гатчина-Пассажирская-Балтийская
- Гатчина-Товарная-Балтийская

## Гатчина-Товарная — Веймарн
- Западный парк
- Войсковицы (станция)
- Елизаветино (станция)
- Кикерино (станция)
- Роговицы (платформа)
- Волосово (станция)
- Вруда (станция)
- Овинцово (платформа)
- Молосковицы (станция)
- Ястребино (платформа)
- Веймарн (станция)

## Веймарн — Котлы
- Керстово (станция)
- Солка (платформа)
- Кихтолка (платформа)

## Веймарн — Ивангород
- Тикопись (платформа)
- Кингисепп (станция)
- Сала (станция)
- Ивангород-Нарвский

## Веймарн — Сланцы
- Клённа (платформа)
- Криуши (платформа)
- Туганы (платформа)
- 183 км (платформа, Ленинградская область)
- Вервёнка (станция)
- Ищево (платформа)
- Рудничная (станция)
- Сланцы (платформа)

## Санкт-Петербург-Балтийский — Псков
- Электродепо (платформа)
- Броневая (станция)
- Ленинский проспект (платформа)
- Предпортовая (станция)
- Аэропорт (платформа)
- Шоссейная
- Александровская (станция)
- Кандакопшино
- Лесное (платформа)
- Верево (станция)
- Старое Мозино (платформа)
- Новое Мозино (платформа)
- Татьянино (платформа)
- Гатчина-Пассажирская-Варшавская
- Суйда (платформа)
- Прибытково (платформа)
- Карташевская (платформа)
- Сиверская (станция)
- Лампово (платформа)
- Строганово (станция)
- Дивенская (платформа)
- Низовская (платформа)
- Росинка (платформа)
- Мшинская (станция)
- Антонины Петровой (разъезд)
- Толмачёво (станция)
- Партизанская
- Разъезд Генерала Омельченко
- Луга I
- 144 км (разъезд)
- 147 км (платформа)
- 151 км (Калгановка) (платформа, Ленинградская область)
- Серебрянка (станция)
- 167 км (Волосово) (платформа, Ленинградская область)
- Лямцево (платформа)
- 177 км (Лужок)
- Плюсса (станция)
- 197 км (платформа)
- Струги Красные (станция)
- Владимирский Лагерь (платформа)
- Лапино (платформа)
- Новоселье (платформа)
- 236 км (платформа)
- Молоди (станция)
- 246 км (Палицы) (платформа)
- Торошино (платформа)
- 259 км (Шаврово) (платформа)
- 262 км (платформа)
- Черняковицы (остановочный пункт)
- Любятово (станция)
- Псков-Пассажирский (станция)

## Санкт-Петербург-Витебский — Новгород
- 34 км (платформа, Новгородское направление)
- Ручеёк (остановочный пункт)
- 40 км (платформа, Новгородское направление)
- Новолисино (станция)
- 46 км (платформа, Новгородское направление)
- Родничок (остановочный пункт)
- 50 км (платформа, Новгородское направление)
- 53 км (платформа, Новгородское направление)
- Лустовка (станция)
- Кастенская (платформа)
- Каменка (остановочный пункт)
- Ёглино (остановочный пункт)
- Радофинниково (станция)
- 100 км (платформа, Новгородское направление)
- Вязов Ручей (остановочный пункт)
- 104 км (платформа, Новгородское направление)

## Павловск — Дно
- Антропшино (станция)
- Кобралово (станция)
- Семрино (станция)
- 46 км (платформа)
- Сусанино (платформа)
- Красницы (платформа)
- Михайловка (платформа)
- Вырица (станция)
- Филатовой (остановочный пункт)
- Слудицы (станция)
- Стрелуцкий Мох (остановочный пункт)
- 80 км (платформа, Витебское направление)
- Новинка (станция)
- Ольховец (остановочный пункт)
- 92 км (платформа, Витебское направление)
- Чаща (станция)
- 100 км (платформа, Витебское направление)
- Экспресс (остановочный пункт)
- Чолово (станция)
- Песочный Мох (остановочный пункт)
- Тарковичи (станция)
- Дудоровская (остановочный пункт)
- Оредеж (станция)
- Великое Село (остановочный пункт)

## Вырица — Посёлок
- 1 платформа
- 2 платформа
- 3 платформа
- Посёлок (станция)

## Луга — Батецкая
- Луга-II
- Естомичи (остановочный пункт)
- 14 км
- Смычково (платформа)

## Гатчина-Товарная — Тосно
- 3 км
- Фрезерный
- Саборы (платформа)
- 8 км
- Владимирская (станция)
- 19 км
- 21 км
- Новолисино (станция)
- 29 км
- Стекольный (станция)
- 35 км
- 36 км
- 39 км (Автозавод)
- 41 км

## Санкт-Петербург-Главный — Малая Вишера
- Навалочная
- Пост 5 км (платформа)
- Фарфоровская (остановочный пункт)
- Сортировочная имени В. Н. Морозова
- Славянка (платформа)
- Металлострой (платформа)
- Чудово-Московское
- 130 км (платформа)
- 144 км (платформа)
- Большая Вишера (станция)

## Тосно — Шапки
- Автозавод (платформа)
- Нурма (станция)
- Шапки (станция)

## Санкт-Петербург (Главный) — Мга
- Санкт-Петербург-Товарный-Московский — только для грузовых поездов
- Навалочная
- Пост 5 км (платформа)
- Фарфоровская (остановочный пункт)
- Сортировочная имени В. Н. Морозова
- Обухово (остановочный пункт)
- Рыбацкое (станция)
- Ижоры (платформа)
- Понтонная (платформа, Волховстроевское направление)
- Сапёрная (станция)
- Ивановская (платформа)
- Пелла (станция)
- Горы (станция)
- 45 км
- Мга (станция)

## Мга — Стекольный
- 2 км
- Войтоловка (станция)
- Пустынька (станция)
- 22 км
- 30 км

## Мга — Пестово
- 3 км
- Сологубовка (станция)
- Турышкино (станция)
- 20 км
- Старая Малукса (платформа)
- Малукса (станция)
- Погостье (станция)
- Жарок (станция)
- 52 км
- 55 км
- Посадниково (станция)
- Путепровод (платформа, Ленинградская область)
- Пост 63 км
- Волхов-Пристань
- Кириши (станция)
- 83 км
- Пчёвжа (станция)
- Березняк (остановочный пункт)
- Будогощь (станция)
- Горятино (платформа)

## Будогощь — Тихвин
- 22 км
- 36 км
- Разъезд № 1
- Разъезд № 2
- 59 км
- 63 км
- Разъезд № 3
- Клинцы (платформа)
- 83 км
- Разъезд № 4
- Разъезд № 5
- 93 км

## Мга — Волховстрой-II
- Михайловская (платформа)
- Апраксин (платформа)
- Русановская (платформа)
- 63 км
- Назия (станция)
- Поляны (платформа)
- Прыжково (остановочный пункт)
- Алексеевка (остановочный пункт)
- Жихарево (станция)
- Плитняки (платформа)
- Войбокало (станция)
- Рындела (остановочный пункт)
- Новый Быт (станция)
- Пурово (остановочный пункт)
- Пупышево (станция)
- Козарево (остановочный пункт)
- Жарово (остановочный пункт)
- Волховстрой-I
- Волховстрой-II

## Волховстрой-II — Кошта
- Ершовой Надел (остановочный пункт)
- Вячково (остановочный пункт)
- Куколь (станция)
- 138 км (платформа)
- Мыслино (станция)
- Дуброво (остановочный пункт)
- Скит (платформа)
- Зеленец (платформа)
- 158 км (платформа) (недейств.)
- Валя (станция)
- Шараповская (остановочный пункт)
- Черенцово (платформа)
- Туравкино (остановочный пункт)
- Цвылёво (станция)
- 188 км
- Костринский (платформа)
- Лазаревичи (остановочный пункт)
- Тихвин (станция)
- Астрачи (платформа)
- Дыми (платформа)
- Большой Двор (станция)
- Пикалёво I (станция)
- Пикалёво II (станция)
- Обринский (платформа)
- Чудцы (платформа)
- Коли (платформа)
- Коли (платформа)
- Фетино (платформа)
- Подборовье (станция)
- Заборье (станция)

## Волховстрой-II — Лодейное Поле
- Мурманские Ворота (станция)
- Сельская (остановочный пункт)
- Георгиевская (платформа)
- Хамонтово (платформа)
- Коскеницы (остановочный пункт)
- Колчаново (станция)
- Лунгачи (станция)
- Телжево (платформа)
- 165 км
- Юги (станция)
- Сидорово (платформа)
- Иевково (платформа)
- 187 км
- 191 км
- Паша (станция)
- Оять-Волховстроевский
- Шоткуса (платформа)
- Заостровье (станция)
- 229 км (платформа)
- Шамокша (платформа)
- Лодейное Поле (станция)

## Лодейное Поле — Петрозаводск
- Янега (станция)
- Тениконда (259 км) (платформа)
- Яндеба (станция)
- Переезд 274 км
- Подпорожье (станция)
- Свирь (станция)
- Челма (остановочный пункт)
- Токари (станция)
- Ревсельга (остановочный пункт)
- Пай (остановочный пункт)
- Таржеполь (платформа)
- 342 км (платформа)
- Ладва (станция)
- Нырки (платформа)
- Пяжиева Сельга (станция)
- Деревянка (станция)
- 379 км (платформа)
- Орзега (платформа)
- Онежский (станция)
- Голиковка (станция)
- Петрозаводск (станция)

## Янисъярви — Лодейное Поле
- Инема (остановочный пункт)
- Мегрега (станция)
- Олонец (станция)
- Туукса
- Ильинская (станция)
- Видлица (станция)
- Погранкондуши (остановочный пункт)
- Куркункула (платформа)
- Салми-2 (остановочный пункт)
- Салми (станция)
- Иля-Ууксу (станция)
- Пиктяранта (станция)
- Койриноя (остановочный пункт)
- Леппясилта (станция)
- Ляскеля (станция)
- Харлу (платформа)
- Янисъярви (станция)

## Волховстрой — Чудово
- Новооктябрьский (платформа)
- Локомотив (остановочный пункт)
- 6 км
- Пороги (станция)
- Бороничево (остановочный пункт)
- Гостинополье (станция)
- Теребочево (станция)
- Черенцево (остановочный пункт)
- Наволок (остановочный пункт)
- Глажево (станция)
- 42 км
- Андреево (станция)
- 60 км
- Ирса (станция)
- Тигода (станция)

## Большой Двор — Бокситогорск
- Батьковская (станция)
- Известковая (станция)
- Нижница (станция)
- Бокситогорск (станция)

## Подборовье — Кабожа
- 7 км
- Тургошь (платформа)

## Мга — Невдубстрой
- 4 км
- 6 км
- Грибное (платформа)
- 11 км
- Невдубстрой (станция)

## Дача Долгорукова — Горы
- Моряков-Балтийцев (остановочный пункт)
- Колос (остановочный пункт)
- Мяглово
- 11 км (платформа)
- Колтуши
- Гранитный (остановочный пункт)
- Манушкино (станция)
- Глушь (остановочный пункт)
- Островки
- Кузьминский Мост (остановочный пункт)
- Геройская (платформа)
- Павлово-на-Неве

## Санкт-Петербург-Финляндский — Хийтола
- Девяткино (железнодорожная станция)
- Лаврики (платформа)
- Капитолово (станция)
- Кузьмолово (платформа)
- Токсово (станция)
- Кавголово (платформа)
- Осельки (платформа)
- Пери (станция)
- Лесколово (остановочный пункт)
- Грузино (станция)
- Лаппелово (остановочный пункт)
- Васкелово (станция)
- 54 км
- Лемболово (платформа)
- Орехово (станция)
- 67 км
- Никитино (остановочный пункт)
- Сосново (станция)
- Колосково (остановочный пункт)
- Петяярви (платформа)
- Лосево-1
- Лосево (остановочный пункт)
- Громово (станция)
- Суходолье (платформа)
- Отрадное (станция)
- Мюллюпельто
- Синёво (платформа)
- Приозерск (станция)
- Капеасалми (платформа)
- Боровое (остановочный пункт)
- Кузнечное (станция)

## Пискарёвка — Ладожское Озеро
- Пост Ковалёво
- Ковалёво (платформа)
- Бернгардовка (платформа)
- Всеволожская
- Мельничный Ручей (станция)
- Романовка (платформа)
- Корнево (платформа)
- Проба (платформа)
- Рахья (платформа)
- Ириновка (платформа)
- Борисова Грива (станция)
- Ваганово (платформа)
- Болотистое (остановочный пункт)
- Ладожское Озеро (станция)

## Мельничный ручей — Невская Дубровка
- Щеглово (платформа)
- Кирпичный Завод (станция)
- Радченко (платформа)
- Дунай (платформа)
- Рабочего Батальона (остановочный пункт)
- Мира (остановочный пункт)
- Петрокрепость (станция)
- Сады (платформа)
- Чёрная Речка (платформа)
- Теплобетонная
- 37 км
- Невская Дубровка

## Санкт-Петербург-Финляндский — Выборг
- Рощино (станция)
- Мухинское болото (платформа)
- Горьковское (платформа)
- Шевелёво (остановочный пункт)
- Каннельярви (станция)
- Заходское (платформа)
- Кирилловское (станция)
- Лейпясуо (платформа)
- Гаврилово (станция)
- Лебедевка (платформа)
- 117 км
- Верхне-Черкасово (станция)
- Лазаревка (платформа)
- Выборг (станция)

## Ушково—Лазаревка(через Приморск)
- Приветненское (станция)
- Форт Ино (остановочный пункт)
- Приветнинский Карьер (остановочный пункт)
- Местерьярви (платформа)
- Яппиля (платформа)
- Зеркальный (платформа)
- Тарасовское (платформа)
- Куолемаярви (станция)
- Надежда (остановочный пункт)
- Ермилово (станция)
- Приморск (станция)
- Бор (платформа)
- Прибылово (станция)
- Советский (станция)
- Попово (станция)
- Матросово (остановочный пункт)
- Соколинское (платформа)

## Попово — Высоцк
- Щербаково (платформа)
- Пихтовая
- Высоцк (станция)

## Лазаревка — Вещево
- Кархусуо
- 5 км
- Перово (платформа)
- Осиновка (платформа)
- Вещево (станция)
- До 2002 года линия продолжалась до станции Житково. В настоящее время путь от Вещева до Житкова разобран.

## Выборг — Бусловская
- 134 км
- Пригородная (станция)
- Селезнёво (остановочный пункт)
- Кравцово (платформа)
- 144 км
- Лужайка (станция)
- Бусловская

## Выборг — Хийтола
- Кузнечная Улица (остановочный пункт)
- Таммисуо
- Пальцево (платформа)
- 12 км
- 13 км
- Гвардейское (платформа)
- Пионерлагерь (платформа)
- Соколиное Озеро (остановочный пункт)
- Возрождение (станция)
- Ханнила (станция)
- Никифоровское (платформа)
- Рябиновый Полуостров (остановочный пункт)
- Каменногорск I
- Боровинка (станция)
- Красный Сокол (станция)
- Лениярви (платформа)
- Бородинское (станция)
- Инкиля (платформа)
- Хаколахти (платформа)
- Ояярви (платформа)
- Пукинниеми (платформа)

## Каменногорск — Светогорск
- 5 км
- Пруды (станция)
- Лесогорский (станция)
- Кивиоя (платформа)
- 24 км
- Светогорск (станция)